# جان گولاگر
جان گولاگر (انگلیسی: John Gulager؛ زادهٔ ۹ دسامبر ۱۹۵۷) کارگردان فیلم، فیلم‌بردار و هنرپیشه اهل ایالات متحده آمریکا است.

## فیلم‌شناسی

### کارگردان
- جشن (۲۰۰۵)
- جشن ۲: ثانیه درهم و برهم (۲۰۰۸)
- Feast III: The Happy Finish (۲۰۰۹)
- پیرانا سه‌بعدی‌دی (۲۰۱۲)
- Zombie Night (۲۰۱۳)
- Children of the Corn: Runaway (۲۰۱۸)